# Барон Ботелер
Барон Ботелер (англ. Baron Boteler) — английский аристократический титул, трижды создававшийся для представителей семьи Ботелеров — в 1295, 1308 и 1628 годах.

## История титула
Считается, что титул барона Ботелер был впервые создан 23 июня 1295 года: это дата вызова Уильяма Ботелера из Уоррингтона (Шропшир) в парламент короля Эдуарда I. Уильям умер приблизительно в 1328 году, не оставив наследников. Однако ещё при его жизни, 19 марта 1308 года, в парламент был вызван Уильям Ботелер из Уэма, и это событие считается второй креацией титула. Внук Уильяма оставил только дочь Элизабет, которая вышла за Роберта Феррерса. Последний заседал в парламенте как лорд, и в историографии его традиционно именуют бароном Феррерс из Уэма; при этом существует мнение, что более корректное обозначение — барон Ботелер из Уэма по праву жены. Баронесса умерла в 1411 году, ей наследовали две внучки, так что титул перешёл в состояние ожидания.
30 июля 1628 года баронский титул получил сэр Джон Ботелер из Брантфорда (Хартфордшир). Единственный сын первого барона умер в 1647 году, не оставив наследников, так что его титул больше не использовался. Единокровный брат Джона Джордж в 1647 году получил титул баронета.

## Носители
Первая креация
- Уильям Ботелер, барон Ботелер из Уоррингтона (умер приблизительно в 1328).

Вторая креация
- Уильям Ботелер, 1-й барон Ботелер из Уэма (умер в 1334);
- Уильям Ботелер, 2-й барон Ботелер из Уэма (умер в 1361)[5];
- Уильям Ботелер, 3-й барон Ботелер из Уэма (умер в 1369)[6];
- Элизабет Ботелер, 4-я баронесса Ботелер из Уэма (умерла в 1411).

Третья креация
- Джон Ботелер, 1-й барон Ботелер из Брантфорда (умер в 1637);
- Уильям Ботелер, 2-й барон Ботелер из Брантфорда (умер в 1647).